# Lycaena phyllis
Lycaena phyllis är en fjärilsart som beskrevs av Lang 1884. Lycaena phyllis ingår i släktet Lycaena och familjen juvelvingar. Inga underarter finns listade i Catalogue of Life.